# Elecciones regionales de San Martín de 2014
Las elecciones regionales de San Martín de 2014 se llevaron a cabo el 5 de octubre de 2014 para elegir al presidente regional, al vicepresidente regional y al Consejo Regional para el periodo 2015-2019. La elección se celebró simultáneamente con elecciones regionales y municipales (provinciales y distritales) en todo el Perú. La segunda vuelta regional se llevó a cabo el 7 de diciembre de 2014.

## Sistema electoral
El Gobierno Regional de San Martín es el órgano administrativo y de gobierno del departamento de San Martín. Está compuesto por el presidente regional, el vicepresidente regional y el Consejo Regional.
La votación se realiza en base al sufragio universal, que comprende a todos los ciudadanos nacionales mayores de dieciocho años, empadronados y residentes en el departamento de San Martín y en pleno goce de sus derechos políticos.
El presidente y vicepresidente regional son elegidos por sufragio directo. Para que un candidato sea proclamado ganador debe obtener no menos de 30 % de votos válidos. En caso ningún candidato logre ese porcentaje en la primera vuelta electoral, los dos candidatos más votados participan en una segunda vuelta o balotaje.
El Consejo Regional de San Martín está compuesto por 12 consejeros elegidos por sufragio directo para un período de cuatro (4) años. La votación es por lista cerrada y bloqueada. Cada provincia del departamento de San Martín constituye una circunscripción electoral. La votación es por lista cerrada y bloqueada. Se asigna a la lista ganadora los escaños según el método d'Hondt. La distribución y el número de consejeros regionales es la siguiente:
| Circunscripción                                                                            | Escaños | Mapa |
| ------------------------------------------------------------------------------------------ | ------- | ---- |
| Lamas y Rioja                                                                              | 2       |      |
| Bellavista, El Dorado, Huallaga, Mariscal Cáceres, Moyobamba, Picota, San Martín y Tocache | 1       |      |

## Composición del Consejo Regional de San Martín
La siguiente tabla muestra la composición del Consejo Regional de San Martín antes de las elecciones.
| Partidos | Partidos                 | Consejeros |
| -------- | ------------------------ | ---------- |
|          | Nueva Amazonía           | 7          |
|          | Partido Aprista Peruano  | 3          |
|          | Alianza para el Progreso | 1          |
|          | Acción Regional          | 1          |

## Partidos y candidatos
A continuación se muestra una lista de los principales partidos y alianzas electorales que participaron en las elecciones:
| Candidatura | Candidatura | Partidos y alianzas                    | Candidatos | Candidatos              | Ideología                                                          | Resultado previo | Resultado previo | Ref. |
| Candidatura | Candidatura | Partidos y alianzas                    | Candidatos | Candidatos              | Ideología                                                          | Votos (%)        | Con.             | Ref. |
| ----------- | ----------- | -------------------------------------- | ---------- | ----------------------- | ------------------------------------------------------------------ | ---------------- | ---------------- | ---- |
|             | NA          | Lista - Nueva Amazonía (NA)            |            | Wilian Ríos Trigozo     | Regionalismo sanmartinense                                         | 43.70%           | 7                |      |
|             | APRA        | Lista - Partido Aprista Peruano (APRA) |            | Pedro Bogarín Vargas    | Aprismo                                                            | 30.09%           | 3                |      |
|             | APP         | Lista - Alianza para el Progreso (APP) |            | Julio Cárdenas Sánchez  | Liberalismo económico Conservadurismo liberal Populismo de derecha | 13.85%           | 1                |      |
|             | AR          | Lista - Acción Regional (AR)           |            | Santiago Casas Luna     | Regionalismo sanmartinense                                         | 6.95%            | 1                |      |
|             | AP          | Lista - Acción Popular (AP)            |            | Manuel Aguilar Zamora   | Partido atrapalotodo                                               | Nuevo            | Nuevo            |      |
|             | FP          | Lista - Fuerza Popular (FP)            |            | Víctor Noriega Reátegui | Fujimorismo Conservadurismo social Populismo de derecha            | Nuevo            | Nuevo            |      |
|             | FC          | Lista - Fuerza Comunal (FC)            |            | Daniel Vásquez Cenepo   | Regionalismo sanmartinense                                         | Nuevo            | Nuevo            |      |
|             | MAS         | Lista - MAS San Martín (MAS)           |            | Rolando Reátegui Lozano | Regionalismo sanmartinense                                         | Nuevo            | Nuevo            |      |

## Sondeos de opinión
La siguiente tabla enumera las estimaciones de la intención de voto en orden cronológico inverso, mostrando las más recientes primero y utilizando las fechas en las que se realizó el trabajo de campo de la encuesta. Cuando se desconocen las fechas del trabajo de campo, se proporciona la fecha de publicación.
Leyenda:
     Sondeo realizado en el periodo de prohibición legal de la difusión de sondeos de intención de voto.

### Primera vuelta

#### Intención de voto
La siguiente tabla enumera las estimaciones ponderadas (sin incluir votos en blanco y nulos) de la intención de voto.
|                                       |            |   |      |      |      |      |      |     |  |  |
| Elecciones regionales de 2014         | 5 oct 2014 | — | 20.1 | 15.9 | 15.4 | 15.3 | 14.6 | 4.2 |  |  |
|                                       |            |   |      |      |      |      |      |     |  |  |
| Ipsos Perú/América                    | 5 oct 2014 | ? | 19.1 | 17.7 | –    | 15.5 | –    | 1.4 |  |  |
| Datum Internacional/Frecuencia Latina | 5 oct 2014 | ? | 20.2 | 19.5 | 16.3 | –    | 15.7 | 0.7 |  |  |
| Ipsos Perú/América                    | 5 oct 2014 | ? | 20.3 | 18.1 | 18.6 | –    | –    | 1.7 |  |  |
| Datum Internacional/Frecuencia Latina | 5 oct 2014 | ? | 24.8 | –    | 13.9 | 21.1 | –    | 3.7 |  |  |

## Resultados

### Gobierno Regional de San Martín
| Candidatos           | Candidatos              | Partidos y coaliciones         | Primera vuelta 5 oct 2014 | Primera vuelta 5 oct 2014 | Balotaje 7 dic 2014 | Balotaje 7 dic 2014 |  |
| Candidatos           | Candidatos              | Partidos y coaliciones         | Votos                     | %                         | Votos               | %                   |  |
| -------------------- | ----------------------- | ------------------------------ | ------------------------- | ------------------------- | ------------------- | ------------------- |  |
|                      | Víctor Noriega Reátegui | Fuerza Popular (FP)            | 58,484                    | 15.87                     | 190,022             | 54.68               |  |
|                      | Pedro Bogarín Vargas    | Partido Aprista Peruano (APRA) | 74,176                    | 20.13                     | 157,465             | 45.32               |  |
|                      | Manuel Aguilar Zamora   | Acción Popular (AP)            | 56,814                    | 15.42                     |                     |                     |  |
|                      | Julio Cárdenas Sánchez  | Alianza para el Progreso (APP) | 56,247                    | 15.26                     |                     |                     |  |
|                      | Wilian Ríos Trigozo     | Nueva Amazonía (NA)            | 53,941                    | 14.64                     |                     |                     |  |
|                      | Daniel Vásquez Cenepo   | Fuerza Comunal (FC)            | 38,898                    | 10.56                     |                     |                     |  |
|                      | Santiago Casas Luna     | Acción Regional (AR)           | 19,710                    | 5.35                      |                     |                     |  |
|                      | Rolando Reátegui Lozano | MAS San Martín (MAS)           | 10,244                    | 2.78                      |                     |                     |  |
|                      |                         |                                |                           |                           |                     |                     |  |
| Total                | Total                   | Total                          | 368,514                   |                           | 347,487             |                     |  |
|                      |                         |                                |                           |                           |                     |                     |  |
| Votos válidos        | Votos válidos           | Votos válidos                  | 368,514                   | 81.76                     | 347,487             | 89.26               |  |
| Votos en blanco      | Votos en blanco         | Votos en blanco                | 41,028                    | 9.10                      | 5,112               | 1.31                |  |
| Votos nulos          | Votos nulos             | Votos nulos                    | 41,194                    | 9.14                      | 36,687              | 9.42                |  |
| Votos emitidos       | Votos emitidos          | Votos emitidos                 | 450,736                   | 82.62                     | 389,286             | 71.36               |  |
| Abstenciones         | Abstenciones            | Abstenciones                   | 94,785                    | 17.38                     | 156,235             | 28.64               |  |
| Votantes registrados | Votantes registrados    | Votantes registrados           | 545,521                   |                           | 545,521             |                     |  |
|                      |                         |                                |                           |                           |                     |                     |  |
| Fuente:              |                         |                                |                           |                           |                     |                     |  |

### Consejo Regional de San Martín
|                        |                                |              |              |              |         |         |  |  |
| Partidos y coaliciones | Partidos y coaliciones         | Voto popular | Voto popular | Voto popular | Escaños | Escaños |  |  |
| Partidos y coaliciones | Partidos y coaliciones         | Votos        | %            | ±pp          | Total   | +/−     |  |  |
|                        | Alianza para el Progreso (APP) | 61,645       | 17.37        | –0.35        | 2       | +1      |  |  |
|                        | Fuerza Popular (FP)            | 57,425       | 16.18        | Nuevo        | 2       | +2      |  |  |
|                        | Nueva Amazonía (NA)            | 56,590       | 15.94        | –26.46       | 3       | –4      |  |  |
|                        | Acción Popular (AP)            | 51,220       | 14.43        | n/a          | 2       | +2      |  |  |
|                        | Partido Aprista Peruano (APRA) | 51,039       | 14.38        | –12.13       | 1       | –2      |  |  |
|                        | Fuerza Comunal (FC)            | 42,076       | 11.85        | Nuevo        | 2       | +2      |  |  |
|                        | Acción Regional (AR)           | 22,621       | 6.37         | –3.15        | 0       | –1      |  |  |
|                        | MAS San Martín (MAS)           | 12,350       | 3.48         | Nuevo        | 0       | ±0      |  |  |
|                        |                                |              |              |              |         |         |  |  |
| Total                  | Total                          | 354,966      |              |              | 12      | ±0      |  |  |
|                        |                                |              |              |              |         |         |  |  |
| Votos válidos          | Votos válidos                  | 354,966      | 78.75        | +15.78       |         |         |  |  |
| Votos en blanco        | Votos en blanco                | 53,401       | 11.85        | –14.73       |         |         |  |  |
| Votos nulos            | Votos nulos                    | 42,389       | 9.40         | –1.05        |         |         |  |  |
| Votos emitidos         | Votos emitidos                 | 450,756      | 82.63        | –1.96        |         |         |  |  |
| Abstenciones           | Abstenciones                   | 94,765       | 17.37        | +1.96        |         |         |  |  |
| Votantes registrados   | Votantes registrados           | 545,521      |              |              |         |         |  |  |
|                        |                                |              |              |              |         |         |  |  |
| Fuente:                |                                |              |              |              |         |         |  |  |

### Autoridades electas
| Cargo                                                   | Autoridad electa | Autoridad electa         | Partido político | Partido político         |
| ------------------------------------------------------- | ---------------- | ------------------------ | ---------------- | ------------------------ |
| Presidente Regional de San Martín                       |                  | Víctor Noriega Reátegui  |                  | Fuerza Popular           |
| Vicepresidente Regional de San Martín                   |                  | Rotland Reátegui Alegría |                  | Fuerza Popular           |
| Consejero Regional de San Martín (por Bellavista)       |                  | Mariano Cárdenas Zuta    |                  | Fuerza Comunal           |
| Consejera Regional de San Martín (por El Dorado)        |                  | Nataly Díaz Fernández    |                  | Fuerza Popular           |
| Consejero Regional de San Martín (por Huallaga)         |                  | Rolando Zarria Reynoso   |                  | Acción Popular           |
| Consejero Regional de San Martín (por Lamas)            |                  | Fredy Pinedo Ruiz        |                  | Fuerza Comunal           |
| Consejera Regional de San Martín (por Lamas)            |                  | Lila Huamán Macedo       |                  | Nueva Amazonía           |
| Consejero Regional de San Martín (por Mariscal Cáceres) |                  | Luis Santillán Cárdenas  |                  | Acción Popular           |
| Consejera Regional de San Martín (por Moyobamba)        |                  | Norith Grández Olórtegui |                  | Nueva Amazonía           |
| Consejero Regional de San Martín (por Picota)           |                  | Alder Rengifo Torres     |                  | Fuerza Popular           |
| Consejero Regional de San Martín (por Rioja)            |                  | Edwin Rojas Meléndez     |                  | Nueva Amazonía           |
| Consejero Regional de San Martín (por Rioja)            |                  | Juan Guevara Fasabi      |                  | Alianza para el Progreso |
| Consejera Regional de San Martín (por San Martín)       |                  | Elia Córdova Calle       |                  | Alianza para el Progreso |
| Consejero Regional de San Martín (por Tocache)          |                  | Segundo Sánchez Saravia  |                  | Partido Aprista Peruano  |